# モリブデン酸ネオジム
モリブデン酸ネオジム(Neodymium molybdate)は、化学式Nd2(MoO4)3の無機化合物である。

## 反応
モリブデン酸ナトリウムと高温で反応し、NaNd(MoO4)2が得られる。硫化水素と350-700℃で反応すると硫化ネオジム(III)と硫化モリブデン(IV)が生成する。780-870℃で水素により還元され、Nd2Mo3O9となる。

## 合成
酸化ネオジム(III)と酸化モリブデン(VI)が高温で反応することで合成される。
Nd2O3 + 3MoO3 → Nd2(MoO4)3
また、硝酸ネオジムと(NH4)6Mo7O24を反応させ、得られた沈殿物を高温で処理することでも合成される。